# Malletia faba
Malletia faba är en musselart som beskrevs av Dall 1897. Malletia faba ingår i släktet Malletia och familjen Malletiidae. Inga underarter finns listade i Catalogue of Life.